# Rajce (gmina)
Rajce – dawna gmina wiejska istniejąca do 1939 roku w woj. nowogródzkim (obecnie na Białorusi). Siedzibą gminy była Juryzdyka (52 mieszk. w 1921 roku), a następnie Rajce (257 mieszk. w 1921 roku). 
W okresie międzywojennym gmina Rajce należała do powiatu nowogródzkiego w woj. nowogródzkim. Po wojnie obszar gminy Rajce wszedł w struktury administracyjne Związku Radzieckiego.